# Max von Schlebrügge
Max von Schlebrügge (Stockholm, 1 februari 1977) is een Zweedse voetballer die voor Hammarby IF speelt.
Max von Schlebrügge speelde van 1982 tot 1996 in de jeugd bij AIK Solna. Hij ging dat jaar studeren aan de Florida Atlantic University en speelde ook voor het universiteitsteam. Twee jaar verbleef hij in de Verenigde Staten, en in 1998 ging hij bij IF Brommapojkarna spelen. In 2002 verdiende hij een transfer naar Hammarby IF. Na vijf seizoenen in de Allsvenskan tekende hij op 26 januari 2007 een contract voor 3,5 jaar bij RSC Anderlecht voor een transferbedrag van € 900.000. Een jaar later, in de winterstop van 2007/08, verliet hij RSC Anderlecht en vertrok hij naar Brøndby IF.
Von Schlebrügge miste eens een transfer naar Blackburn Rovers en in 2006 miste hij een transfer naar FC Porto. Hij miste deze kansen om naar het buitenland te gaan omdat zijn club Hammarby IF nooit wilde meewerken aan een vertrek. Uiteindelijk lukte het hem in januari 2007 om een overstap naar het buitenland te forceren bij zijn club.
Max von Schlebrügge werd geboren als Max Holmström, maar in maart 2000 liet hij zijn achternaam in Von Schlebrügge veranderen op verzoek van zijn grootmoeder, wier achternaam weinig meer voorkwam en dreigde uit te sterven. Zijn vader is Jan Holmström, een journalist in Zweden. Max von Schlebrügge is een achterneef van de Amerikaanse actrice Uma Thurman. Zijn overgrootvader is de grootvader van Thurman.

## Carrière
| seizoen | club              | land       | competitie    | duels | goals |
| ------- | ----------------- | ---------- | ------------- | ----- | ----- |
| 1999    | IF Brommapojkarna | Zweden     | Superettan    | 24    | 0     |
| 2000    | IF Brommapojkarna | Zweden     | Superettan    | 20    | 4     |
| 2001    | IF Brommapojkarna | Zweden     | Superettan    | 20    | 2     |
| 2002    | Hammarby IF       | Zweden     | Allsvenskan   | 14    | 0     |
| 2003    | Hammarby IF       | Zweden     | Allsvenskan   | 24    | 1     |
| 2004    | Hammarby IF       | Zweden     | Allsvenskan   | 19    | 3     |
| 2005    | Hammarby IF       | Zweden     | Allsvenskan   | 22    | 1     |
| 2006    | Hammarby IF       | Zweden     | Allsvenskan   | 21    | 3     |
| 2006/07 | Anderlecht        | België     | Eerste Klasse | 6     | 0     |
| 2007/08 | Anderlecht        | België     | Eerste Klasse | 2     | 1     |
| 2007/11 | Brøndby IF        | Denemarken | SAS Ligaen    | 86    | 7     |
| 2012/-- | Hammarby IF       | Zweden     | Superettan    | 7     | 2     |
|         | totaal:           | totaal:    | totaal:       | 172   | 15    |